# Резиновая клавиатура

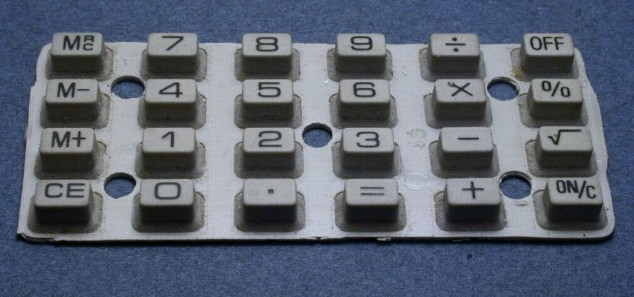
Резиновая часть клавиатуры

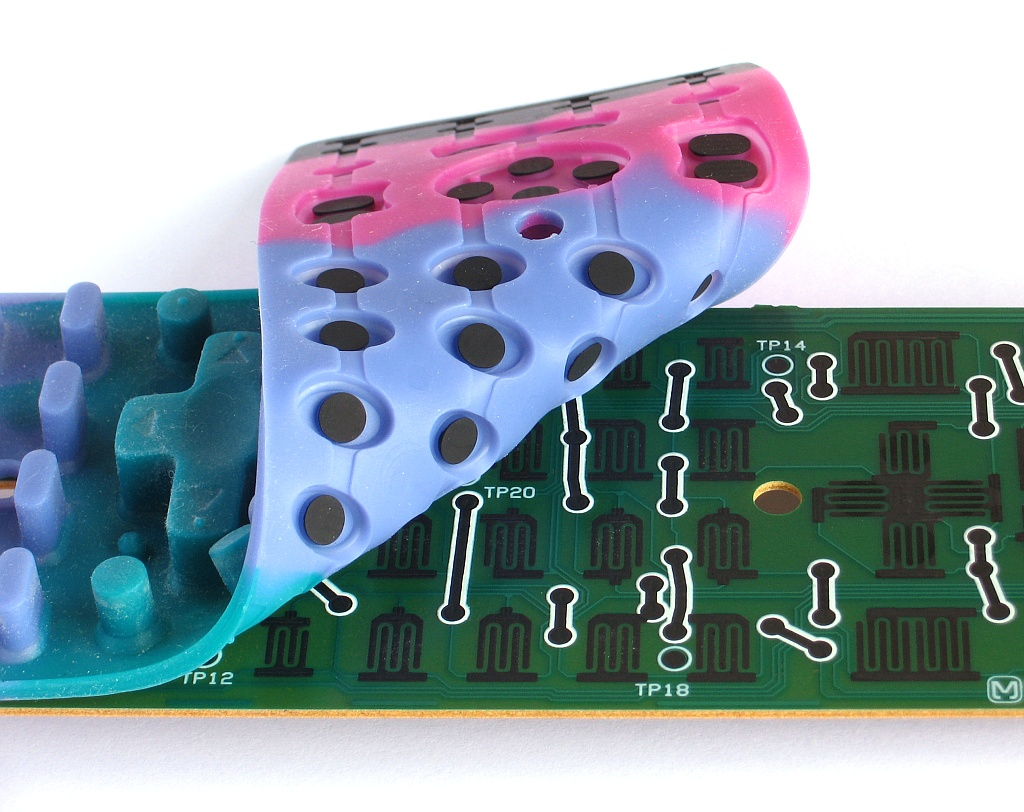
Клавиатура пульта дистанционного управления, резиновая часть и печатная плата

Резиновая клавиатура (англ. chiclet keyboard) — электронная клавиатура, разновидность мембранной клавиатуры, в которой мембрана конструктивно составляет единое целое с кнопкой. Клавиатуры этого типа отличаются низкой стоимостью и, по сравнению с клавиатурами без замыкающих механических контактов (герконовые, на микропереключателях, ёмкостные и др.), не очень высокой надёжностью. Этот тип клавиатуры обеспечивает тактильную обратную связь (отличие от мембранных клавиатур, в которых не используется формовка кнопок).
Резиновые кнопки широко используются в микрокалькуляторах, пультах дистанционного управления, кнопочных телефонных аппаратах, игровых контроллерах (геймпадах) и прочей электронной технике, где требуется дешевизна.
В 1980-х годах резиновые клавиатуры также применялись в некоторых домашних компьютерах (см. ниже). Современные компьютерные клавиатуры используют комбинированную технологию мембранной, резиновой и механической клавиатур, где нажатие на пластиковую клавишу (актуатор) продавливает резиновый колпачок, обеспечивая тактильную обратную связь, и нажимает на мембрану.

## Название
В разных странах используются разные названия. В США используется название Chiclet keyboard, произошедшее от названия популярной жевательной резинки «Chiclets». В странах, где жевательная резинка «Chiclets» не продавалась, возникли другие названия — dead-flesh keyboard в Англии (из-за ощущения клавиш) или просто rubber-keyed keyboard; eraser keyboard в Норвегии (клавиши напоминают ластик).

## Принцип работы
Резиновая клавиатура состоит из двух частей. Нижняя часть обычно является печатной платой устройства. В местах расположения клавиш на ней находится сетка токопроводящих дорожек. Верхняя часть представляет собой резиновую пластину с клавишами на куполообразных выступах, в центре которых находятся площадки из токопроводящей резины. При нажатии на клавишу купол продавливается, создавая обратную тактильную связь (ощущение преодоления механического сопротивления клавиши) и токопроводящая резина замыкает дорожки.
Надёжность резиновой клавиатуры не очень высока, так как между платой и резиновой пластиной могут скапливаться влага и грязь, нарушающие контакт. Токопроводящая резина со временем также может терять свойства, что может быть временно устранено «накрашиванием» токопроводящего участка очень мягким графитовым карандашом или наклейкой специальных токопроводящих наклеек.

## Список компьютеров с резиновой клавиатурой
- Cambridge Z88 (возможно сочетание мембранной и резиновой клавиатуры)
- Commodore PET 2001 (оригинальный PET 1977 года) имел квадратные клавиши от калькулятора или кассового аппарата
- Commodore 116 (вариант C16, продававшийся только в Европе)
- IBM PCjr
- Jupiter ACE
- Mattel Aquarius
- Microdigital TK 90X (бразильский клон ZX Spectrum)
- Multitech Microprofessor I (MPF 1) и MPF II
- OLPC XO-1
- Oric 1
- Panasonic JR-200
- Sinclair ZX Spectrum 16/48K (поздние модели имели улучшенную клавиатуру)
- Sharp MZ-80K
- Spectravideo SV-318
- Tandy TRS-80 Color Computer I (поздние модели имели улучшенную клавиатуру)
- Tandy TRS-80 MC-10 и его французский вариант Matra Alice
- Texas Instruments TI-99/4
- Timex Sinclair 1500 (клон ZX81, выпускавшийся в США)
- Timex Sinclair 2068 (клон ZX Spectrum, выпускавшийся в США)
- VTech Laser 200 (также известный как Video Technology VZ200)
- Некоторые ранние модели компьютеров MSX, например Philips VG-8010